# Bonanza Air Lines
Bonanza Air Lines (с англ. — «Процветающие воздушные линии») или BAL  — ныне упразднённая американская региональная авиакомпания, существовавшая с 1945 по 1968 год. Работала преимущественно в западных штатах, а впоследствии и в Мексике.

## История
В начале 1945 года в Лас-Вегасе Эдмунд Конверс (англ. Edmund Converse, в прошлом — лейтенант-коммандер американских ВМФ), Чарли Кин (англ. Charlie Keene, в прошлом — оператор малых чартерных рейсов в Калифорнии) и Джун Саймон (англ. June Simon, дочь «Попа» Саймона — бывшего главного секретаря торговой палаты в Лас-Вегасе) основали небольшую компанию Bonanza Air Services (BAS, с англ. — «Процветающий воздушный сервис»), которая должна была выполнять чартерные рейсы внутри штата Невада. BAS базировалась на аэродроме Скай-Хэвен, а флот состоял только из одномоторной четырёхместной Cessna. Для продвижения новой компании удалось договориться с владельцами гостиницы El Rancho Vegas, в фойе которой поставили билетную кассу.
Бизнес оказался удачным, поэтому уже в конце того же 1945 года компания сменила название на Bonanza Air Lines и в 1946 году переместилась на более просторный соседний аэродром Аламо (с 20 декабря 1948 года — Мак-Карран). Флот увеличился за счёт приобретения двух одномоторных Piper Cub и трёх двухмоторных Cessna T-50 Bobcat, которые после окончания Второй мировой оказались в военном излишке; также был взят биплан Stearman для обучения пилотов. Однако объём перевозок продолжал увеличивался, а в 1946 году даже был заключен контракт на перевозку моряков из Калифорнии в Нью-Джерси, в связи с чем BAL в марте была вынуждена взять в лизинг бывший военный Douglas C-47.
19 декабря 1949 года авиакомпания торжественно открыла маршрут «Рино — Карсон-Сити — Хоторн — Тонопа — Лас-Вегас — Боулдер-Сити — Кингмен — Финикс». Следом Совет по гражданской авиации (CAB), который старался развивать сеть региональных авиаперевозчиков, утвердил поданный Bonanza запрос на почтовые перевозки по маршруту № 105. Также был выдан сертификат, согласно которому Bonanza Air Lines могла перевозить на своём маршруте транзитных пассажиров с других авиакомпаний. Рост числа маршрутов и объёма перевозок потребовал увеличения числа самолётов и сотрудников, тогда как существующая инфраструктура аэропорта Мак-Карран это ограничивала. Тогда в Рино у военных был выкуплен лишний ангар, который разобрали, перевезли в Лас-Вегас и в июне 1950 года вновь собрали на аэродроме; продолжительность всей операции заняла меньше месяца. В 1951 году флот авиакомпании насчитывал уже 8 Douglas DC-3, а в июле 1952 года открылись маршруты в Калифорнию до Лос-Анджелеса.
В 1957 году на маршрутах работали 10 авиалайнеров DC-3, однако уже было очевидно, что флот авиакомпании устарел и нуждается в обновлении. К тому же многие аэродромы располагались в пустыне, где жаркий климат снижал мощность двигателей, что приводило к уменьшению загрузки самолётов. Тогда группа из 8 человек, включая Эдмунда Конверса, вылетела в Нидерланды, где посетила завод Fokker и изучила модель F27. Этот турбовинтовой лайнер по сравнению с DC-3 развивал более высокие скорости, при этом его герметичный салон вмещал до 40 пассажиров, а потому он оказался оптимальным вариантом для региональных авиакомпаний. В мае 1956 года BAL сделала заказ на три Fairchild F-27A (американская лицензионная копия Fokker F27) с перспективой заказа на ещё три самолёта. В 1959 году новые самолёты начали поступать в Bonanza, получив рекламное имя «Silver Dart» (с англ. — «Серебряный дротик»), а всего их во флоте было 11 штук (позже поступили ещё 6). Авиакомпания достаточно активно заменяла устаревшие поршневые самолёты на турбовинтовые; этот переход продлился всего 20 месяцев и был завершён в ноябре 1960 года. Теперь Bonanza себя рекламировала как Первая авиалиния Америки только на реактивной тяге (англ. First all jet-powered airline in America!).
Благодаря новым авиалайнерам появились длительные беспосадочные рейсы, в том числе по маршруту «Рино — Лас-Вегас» (расстояние между ними по прямой 555 км), который длился 2 часа 15 минут. Также F27A компании Bonanza стали первыми турбовинтовыми самолётами, летавшими в аэропорт Гранд-Каньон-Нэшнл-Парк (северная Аризона), выполняя из него рейсы в Лас-Вегас, Феникс, Солт-Лейк-Сити и Тусон.

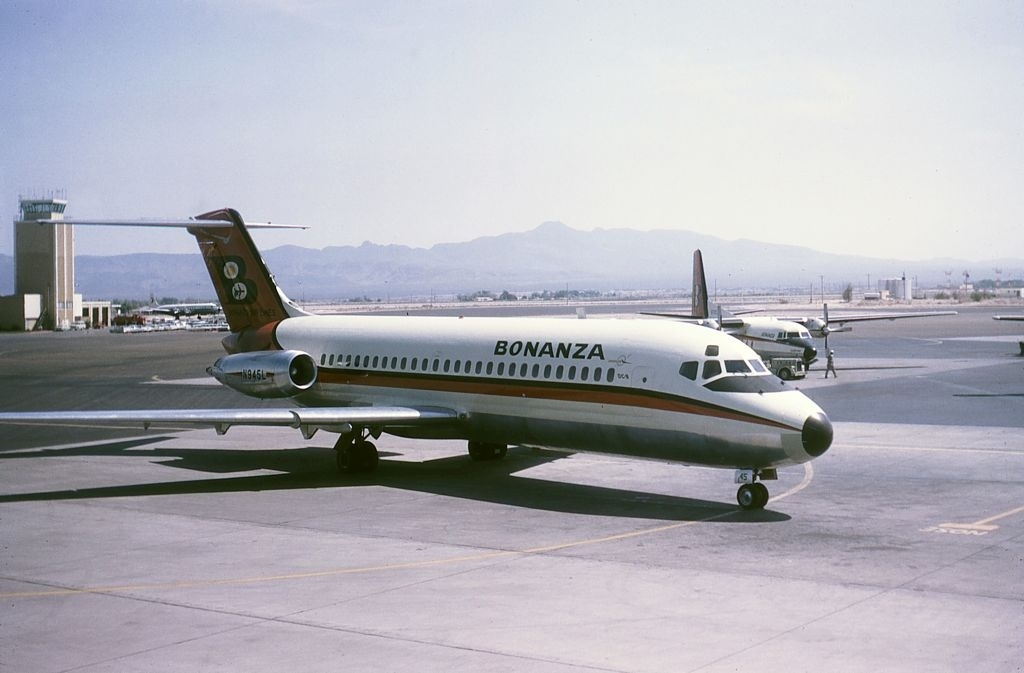
Douglas DC-9-10 компании Bonanza

Помимо турбовинтовых самолётов авиакомпания начинает интересоваться и турбореактивными. Первоначально в 1962 году Bonanza планировала заказать три британских BAC 1-11, однако из-за ряда сложностей была вынуждена в 1965 году заказать его американский аналог — Douglas DC-9, первый из которых (борт N945L модели DC-9-11) поступил 19 декабря 1965 года. Всего компания получила три таких самолёта, которым присвоили рекламное имя «FanJet» и с 1 марта 1966 года начали эксплуатировать.
В это же время руководству Bonanza Air Lines от властей города Финикс поступило предложение переместить штаб-квартиру в более крупный аэропорт Скай-Харбор, что было одобрено. 25 июня 1966 года председатель CAB Чарльз Мерфи (англ. Charles Murphy) присутствовал на открытии нового хаба Bonanza в аэропорту Финикса. 28 апреля 1968 года были начаты международные полёты — в Мексику по маршруту «Финикс — Тусон — Ла-Пас — Пуэрто-Вальярта».
Из-за жёсткой конкуренции, особенно в Калифорнии, с середины 1967 года три крупных региональных авиаперевозчика в западной части США —  Pacific Air Lines, Bonanza Air Lines и West Coast Airlines, — начали вести переговоры о слиянии, что было одобрено CAB. 17 апреля 1968 года данное соглашение было заключено, а к 1 июля того же года все три объединились в авиакомпанию Air West (в 1970 году была переименована в Hughes Air West). Примечательно, что к этому числу также поступил DC-9-31 борт N9333, который был заказан ещё до слияния, а затем эксплуатировался преемниками Bonanza (Hughes Air West → Republic Airlines → Northwest Airlines → Delta Air Lines) вплоть до конца 2008 года.

## Флот
- Douglas DC-3/C-47 — 11 самолётов
- Fairchild F-27 — 17 самолётов
- Douglas DC-9-10 — 6 самолётов

## Происшествия
- 15 ноября 1964 года — Fairchild F-27A борт N745L (заводской номер — 29) выполнял пассажирский рейс «Финикс—Лас-Вегас», когда при заходе на посадку в условиях снегопада врезался в землю в 8 милях (13 км) к югу от аэропорта и разрушился. Погибли все находившиеся на борту 26 пассажиров и 3 члена экипажа. Причиной катастрофы стали устаревшие и неправильно составленные компанией Jeppesen карты подхода[4].
- 16 апреля 1965 года — Fairchild F-27A борт N757L (заводской номер — 54) выполнял тренировочный полёт в районе Лас-Вегаса, когда при посадке резко свернул вправо и съехал с полосы на грунт, при этом разломился фюзеляж. Находившиеся в тот момент на борту пилот и инструктор выжили. Причиной аварии стала несимметричная работа закрылков из-за отказа механизма вследствие нарушений при техобслуживании[5].